# K-OTC
K-OTC(영어: Korea Over-The-Counter)는 대한민국의 장외주식시장이다. 금융투자협회가 운영하고 있는 주식 시장이다.

## 운영 기관
- 금융투자협회

## 취급 증권사
- 교보증권
- 신한투자증권
- 한국투자증권
- 미래에셋증권
- 대신증권
- KB증권
- 키움증권
- LS증권

## 같이 보기
- 코스피
- 코스닥
- 주식
- 증권
- 한국거래소